# Pyrausta caenalis
Pyrausta caenalis là một loài bướm đêm trong họ Crambidae.